# Retten i Lyngby
Retten i Lyngby er en byret i Kongens Lyngby.
Retskredsen for retten dækker kommunerne Furesø, Gentofte, Lyngby-Taarbæk og Rudersdal, og har dermed en befolkningstal på 216.000.
Retspræsident er Elisabet Michelsen. Derudover er 7 dommere tilknyttet.
Retten har til huse i en kontorbygning på Lyngby Hovedgade nummer 96 tæt ved Lyngby Station.
Den flyttede til denne lokalitet i begyndelsen af november 2008.
Før flytningen havde retten lokaler i Sorgenfri tæt ved politistationen ved Sorgenfri Station og efter retskredsreformen også i Hellerup, da Gentofte retskreds blev lagt sammen med Lyngby retskreds, hvorfor Gentofte Rets retsbygning blev overtaget af Retten i Lyngby.
Efter retskredsreformen flyttede retten sammen i de nuværende lokaler på Lyngby Hovedgade, hvor
Retten nu råder over ca. 5.500 kvadratmeter, der muliggør gennemførelse af nævningesager, som kræver ekstra plads.
Retten i Lyngby skiller sig ud fra resten af landets byretter ved at have en forholdsvis stor andel af sager med betydelig økonomisk værdi.
Det gælder civile sager, fogedsager, dødsboskiftesager og i nogen grad straffesager.
Blandt sådanne sager med større mediedække har været sagerne mod Stein Bagger (2008–2009), Erik Skov Pedersen (2011) og Steen Gude (2012).
Af sager, der ikke har handlet om økonomisk kriminalitet, kan nævnes sagen mod Søren Kam i 2004, og sagen om udleveringen af og erstatning til Camilla Broe.
I slutningen af 2017 var retten ramme for en usædvanlig sag hvor anklagen lød på bestilling af lejemord via "det mørke internet" og betaling med Bitcoin.
I 2025 var Retten i Lyngby scene for en sag hvor der blandt andet indgik et element af fejlkønning.
Sagen indeholdt også beskyldninger om chikane gennem deling af billeder med henvisning til Straffelovens § 264 d, men den principielle del om fejlkønning skabte medieopmærksomhed og en mindre gruppe kvinder havde taget opstilling med banner foran retten.
Som andre retter har Retten i Lyngby oplevet at skulle have beskyttelse af politi med skudsikre veste og maskinpistoler.
Ved en banderetssag i 2009 anholdt politiet fire mænd ved retten efter fund af våben og narko i deres bil.
I 2012 blev Retten i Lyngbys lokaler anvendt af Skattesagskommissionen.
Retten i Lyngby udleverede ved en fejl retsdokumenter til en avis i forbindelse med sagen om svindel med udbytteskat.
I 2016 udgav en falsk hjemmeside sig for at være Retten i Lyngby ved misbrug af rettens navn og logo.
Sagen førte til en politianmeldelse.
Tidligere rigspolitichef Torsten Hesselbjerg har været dommer ved retten.